# جبل أوليفييه
جبل أوليفييه (6,342 قدم) هو جبل في منطقة كانتربري في نيوزيلندا،على بعد حوالى 2.5 كم (1.6 ميل) إلى الغرب من جبل قرية كوك.

## التسمية
سمي على اسم متسلق الجبال آرثر أوليفييه الذي توفى عام 1897 ، وكان أول من تسلق الجبل السير ادموند هيلاري في عام 1939، بعد وفاته عام 2008 كان هناك اقتراح لإعاده تسمية قمة جبل هيلاري كذكرى له، ووجه الاقتراح بمعارضه عائلة آرثر أوليفييه.

## معرض صور

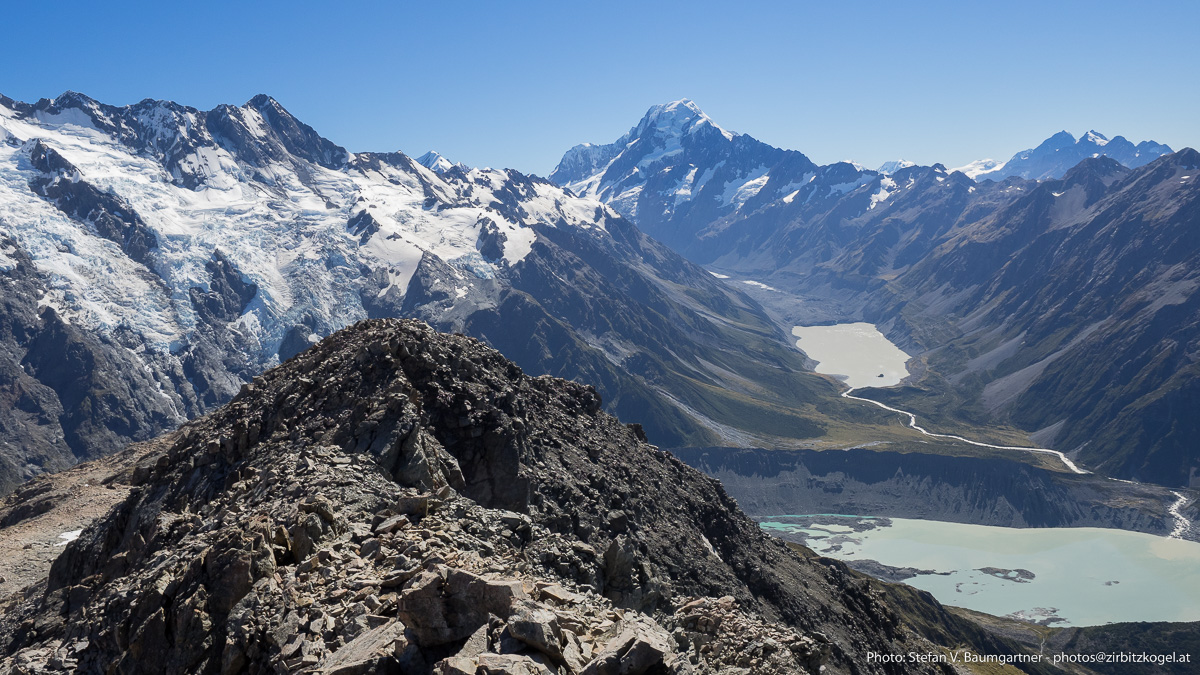
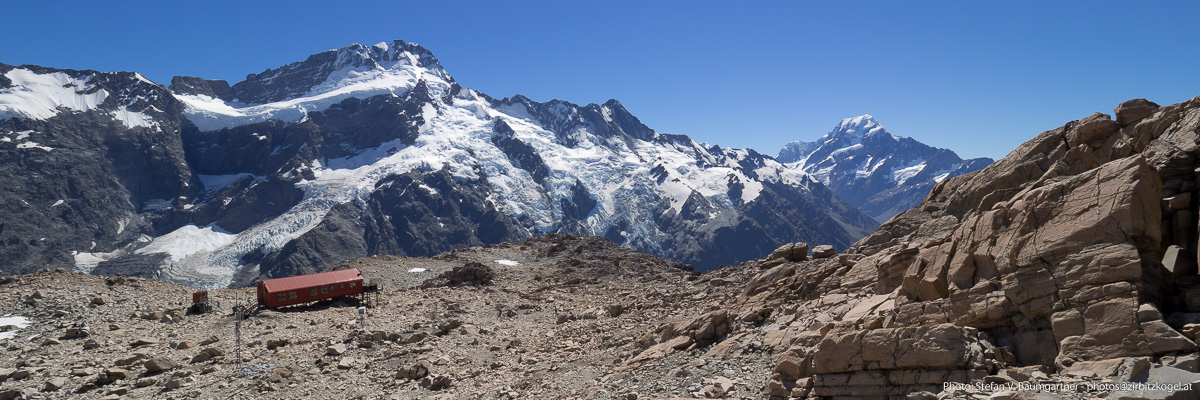
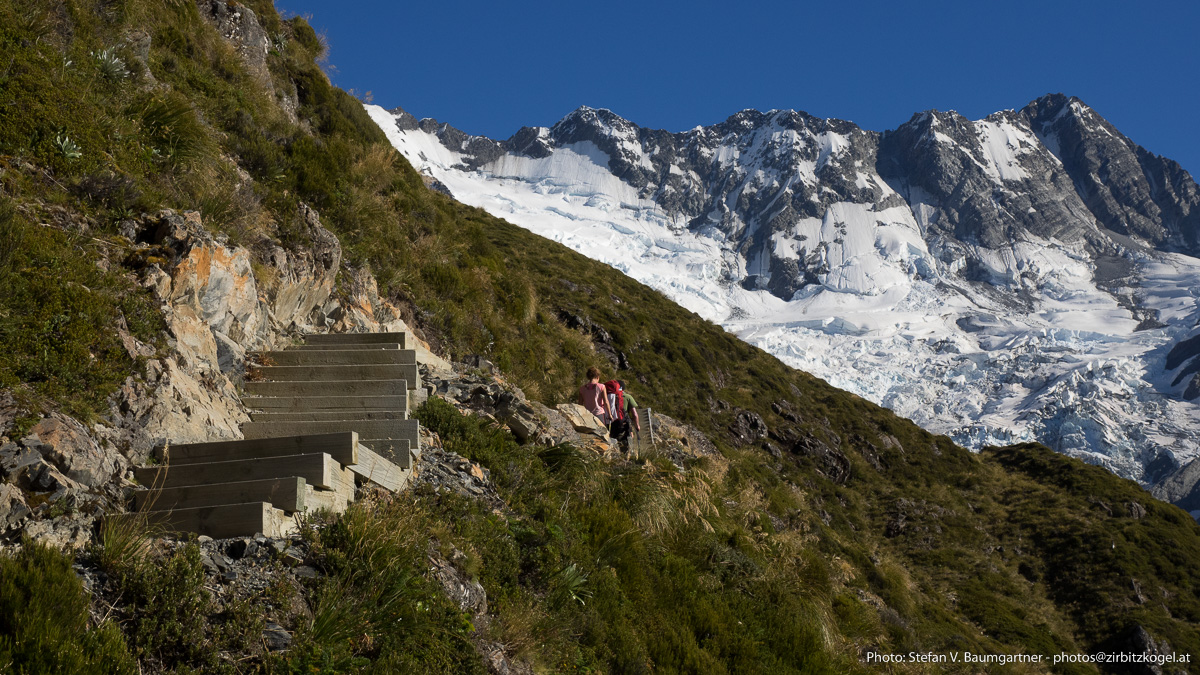